# Joaquim Xirau
Joaquim Xirau i Palau, né à Figueras en 1895 et mort à Mexico en 1946, est un philosophe et pédagogue espagnol exilé au Mexique 
Il est le frère du député Antoni Xirau et de l'universitaire Josep Xirau, le beau-frère de la photographe Mey Rahola ainsi que le père du philosophe Ramon Xirau, tous exilés à la chute de la République.

## Biographie
Joaquim Xirau est le fils de Ramón Xirau Lorens et de Remedios Palau. Son cursus universitaire est considérable. Il entame d'abord une double formation à l'université de Barcelone, en philosophie et en droit, avec Jaume Serra i Húnter, le doyen de l'université, également mort en exil. 
Il présente deux thèses à l'Université de Madrid, l'une sur Leibniz (1921) et l'autre sur Rousseau (1923), où il a comme professeurs José Ortega y Gasset, Manuel García Morente, et Manuel Bartolomé Cossío, qui le forme aux préconisations de l'Institution Libre d'Enseignement. 
Il enseigne à l'université de Vigo (1920), de Salamanque (1927) et de Saragosse (1928) puis à l'Université de Barcelone (1929-1938) dont il est le doyen. Il est également invité par les professeurs de la Sorbonne et de Cambridge. Au niveau politique, il est proche de l'Union Socialiste de Catalogne.
Durant la guerre d'Espagne, lui et son épouse, Pilar Subias, inscrivent leur fils unique, Ramón, au lycée Montaigne, à Paris, puis au lycée Périer de Marseille.
En janvier 1939, alors que l'avancée des nationalistes sur Barcelone ne peut plus être contenue, le couple traverse les Pyrénées dans une ambulance fournie par le docteur José Puche Álvarez. D'autres intellectuels, comme Antonio Machado, font partie de l'expédition.
La nuit du 26 au 27 janvier est la dernière nuit qu'ils passent en Espagne, à Viladasens. Ils retrouvent Ramón à Paris. La famille s'exile, ensemble, pour le Mexique.
Il enseigne à la Faculté de philosophie et de lettres de l'université nationale autonome du Mexique. Il meurt d'un accident en 1946 sur le chemin de l'université.